# Parti national des Seychelles
 (octobre 2020).
Si vous disposez d'ouvrages ou d'articles de référence ou si vous connaissez des sites web de qualité traitant du thème abordé ici, merci de compléter l'article en donnant les références utiles à sa vérifiabilité et en les liant à la section « Notes et références ».
Le Seychelles National Party (Parti national des Seychelles) est un parti politique des Seychelles, fondé en 1994, membre observateur de l'Internationale libérale et du Réseau libéral africain.

## Résultats électoraux

### Élection présidentielle
| Élection | Candidat         | Votes    | %        | Votes   | %       | Résultat  |
| Élection | Candidat         | 1er tour | 1er tour | 2d tour | 2d tour | Résultat  |
| -------- | ---------------- | -------- | -------- | ------- | ------- | --------- |
| 1998     | Wavel Ramkalawan | 9 098    | 19.5%    | -       | -       | Perdu Non |
| 2001     | Wavel Ramkalawan | 22 581   | 44.9%    | -       | -       | Perdu Non |
| 2006     | Wavel Ramkalawan | 25 626   | 45.71%   | -       | -       | Perdu Non |
| 2011     | Wavel Ramkalawan | 23 878   | 41.43%   | -       | -       | Perdu Non |
| 2015     | Wavel Ramkalawan | 21 391   | 35.33%   | 31 319  | 49.85%  | Perdu Non |
| 2020     | Wavel Ramkalawan | 35 562   | 54.91%   | -       | -       | Élu Oui   |

### Élections législatives
| Année | Voix    | %     | Sièges  | Gouvernement |
| ----- | ------- | ----- | ------- | ------------ |
| 1992  | 259     | 0,6   | 0 / 22  | Opposition   |
| 1993  | 4 163   | 9,70  | 1 / 33  | Opposition   |
| 1998  | 12 084  | 26,10 | 3 / 34  | Opposition   |
| 2002  | 22 030  | 42,59 | 11 / 34 | Opposition   |
| 2007  | 23 869  | 43,43 | 11 / 34 | Opposition   |
| 2011  | Boycott | -     | 0 / 31  | Opposition   |
| 2016  | 30 444  | 49,59 | 19 / 33 | Gouvernement |
| 2020  | 35 202  | 54,84 | 25 / 35 | Gouvernement |